# Mircea Criste
Mircea Criste (n. 27 august 1957, Reșița, Caraș-Severin, România) este un jurist român, profesor de drept constituțional la Universitatea de Vest din Timișoara. Între anii 1998-2001 a fost procuror general al României, numit în funcție de Emil Constantinescu. În data de 24 ianuarie 2001 a fost eliberat din funcție de Ion Iliescu. În același an a fost numit tot de Ion Iliescu  ambasador al României în Republica Macedonia, funcție pe care a deținut-o până în anul 2004.

## Studiile
Criste a obținut în anul 1976 bacalaureatul la Liceul Diaconovici-Tietz din Reșița. În anul 1981 a absolvit cursurile Facultății de Drept a Universității Babeș-Bolyai din Cluj.

## Cariera profesională
În mai 1997 a devenit primul director general civil al sistemului penitenciar, promovând o serie de reforme.
După o carieră de judecător (până la Curtea de Apel Timișoara) a fost procuror general al Parchetului de pe lângă Curtea Supremă de Justiție, între 1998-2001.
Între anii 2001-2004 a fost ambasador al României în Republica Macedonia.
La alegerile europarlamentare din 2007 a candidat pentru un post de eurodeputat din partea Partidului Liberal Democrat condus de Theodor Stolojan.
În anul 2014 a fost numit adjunct al Avocatului Poporului, reconfirmat în anul 2019.
În anul 2018 a fost unul din cei 18 candidați pentru funcția de judecător din partea României la Curtea de Justiție a Uniunii Europene.
Este titular al cursului de Dreptul constituțional și Drept public comparat, pe care l-a predat și îl predă din anul 1990 la mai multe universități, de stat (Universitatea de Vest din Timișoara, Universitatea 1 Decembrie 1918 Alba Iulia și Universitatea Eftimie Murgu înființată de Prof. Antonie Iorgovan) și private (Universitatea Europeană IC Drăgan, Universitatea Tibiscus).
A publicat peste 150 de studii și cărți în domeniul dreptului constituțional.

## Controverse
Instrumentarea dosarului Gheorghe Ursu a început în timpul mandatului său de procuror general al României, dosar în care, deși Parchetul a cerut o soluție de condamnare, Înaltă Curte de Casație și Justiție, după un lung proces, a pronunțat în anul 2023 o hotărâre de achitare (soluție ce a fost contestată de parchet). Fiul acestuia, Andrei Ursu, a intrat începând cu 15 noiembrie 2000 în greva foamei la sediul Grupului pentru Dialog Social.
Sub conducerea lui Mircea Criste, Parchetul General a început o serie de reforme, printre care se numără constituirea unei structuri anticorupție prin crearea unor grupuri operative inter-instituționale (DNA-ul de mai târziu) sau Poliția judiciară. 
Mai târziu, după terminarea mandatului,  aceste reforme au făcut ca Mircea Criste să devină ținta cauza unor acțiuni de discreditare, prin înscenarea unui dosar soției sale pentru fals, dosar în care s-a stabilit, prin hotărâre definitivă, că fapta de fals nu există.

## Distincții
În anul 2000 a fost decorat de președintele Emil Constantinescu cu Ordinul Național Steaua României în grad de Mare Ofițer. În anul 2002 președintele Ion Iliescu i-a acordat distincția Meritul Judiciar clasa a III-a.